# Lactuca corymbosa
Lactuca corymbosa là một loài thực vật có hoa trong họ Cúc. Loài này được Lawalrée mô tả khoa học đầu tiên năm 1985.